# 44103 Альдана
44103 Альдана (1998 GE1, 1999 RO229, 44103 Aldana) — астероїд головного поясу, відкритий 4 квітня 1998 року.
Тіссеранів параметр щодо Юпітера — 3,578.